# 交通大学駅 (上海市)
交通大学駅（こうつうだいがくえき）は中華人民共和国上海市徐匯区淮海西路・淮海中路と華山路の交差点に位置する10号線と11号線の駅である。計画時の名称は上海交通大学駅、華山路駅。

## 歴史
- 2010年4月10日：10号線の駅として開業[2]。
- 2013年8月31日：11号線の開業により乗換駅となる[3]。

## 駅構造
両線とも島式ホーム1面2線を有する地下駅。10号線ホームは淮海西路寄りの、11号線ホームは華山路寄りの地下にある。

### のりば
| 番線                    | 路線     | 行先                   |
| ----------------------- | -------- | ---------------------- |
| 10号線ホーム（地下2階） |          |                        |
| 1                       | ■ 10号線 | 虹橋火車站・航中路方面 |
| 2                       | ■ 10号線 | 基隆路方面             |
| 11号線ホーム（地下3階） |          |                        |
| 3                       | ■ 11号線 | 嘉定北・花橋方面       |
| 4                       | ■ 11号線 | 迪士尼方面             |

（出典：上海地下鉄:站层图）

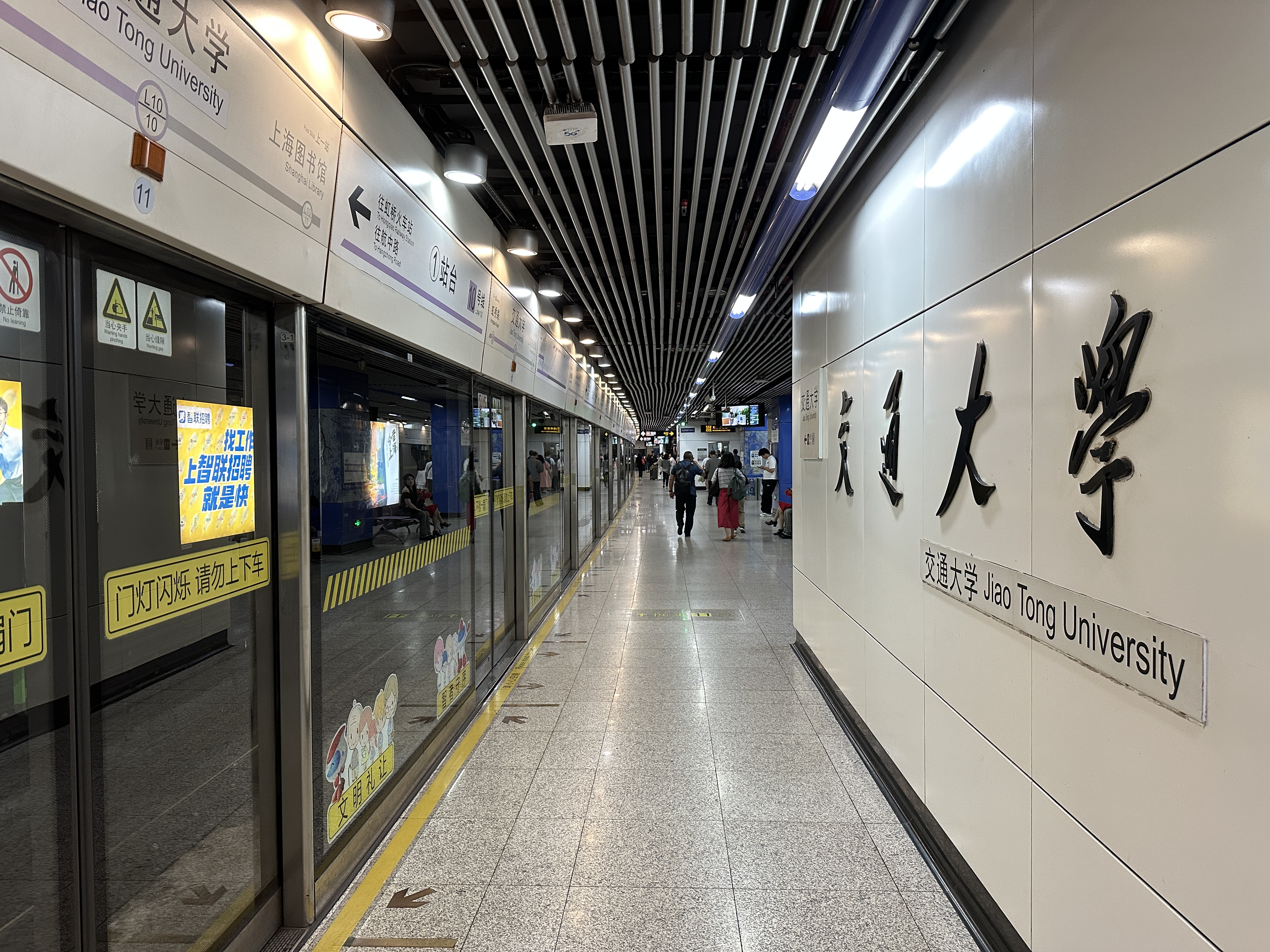
10号線ホーム
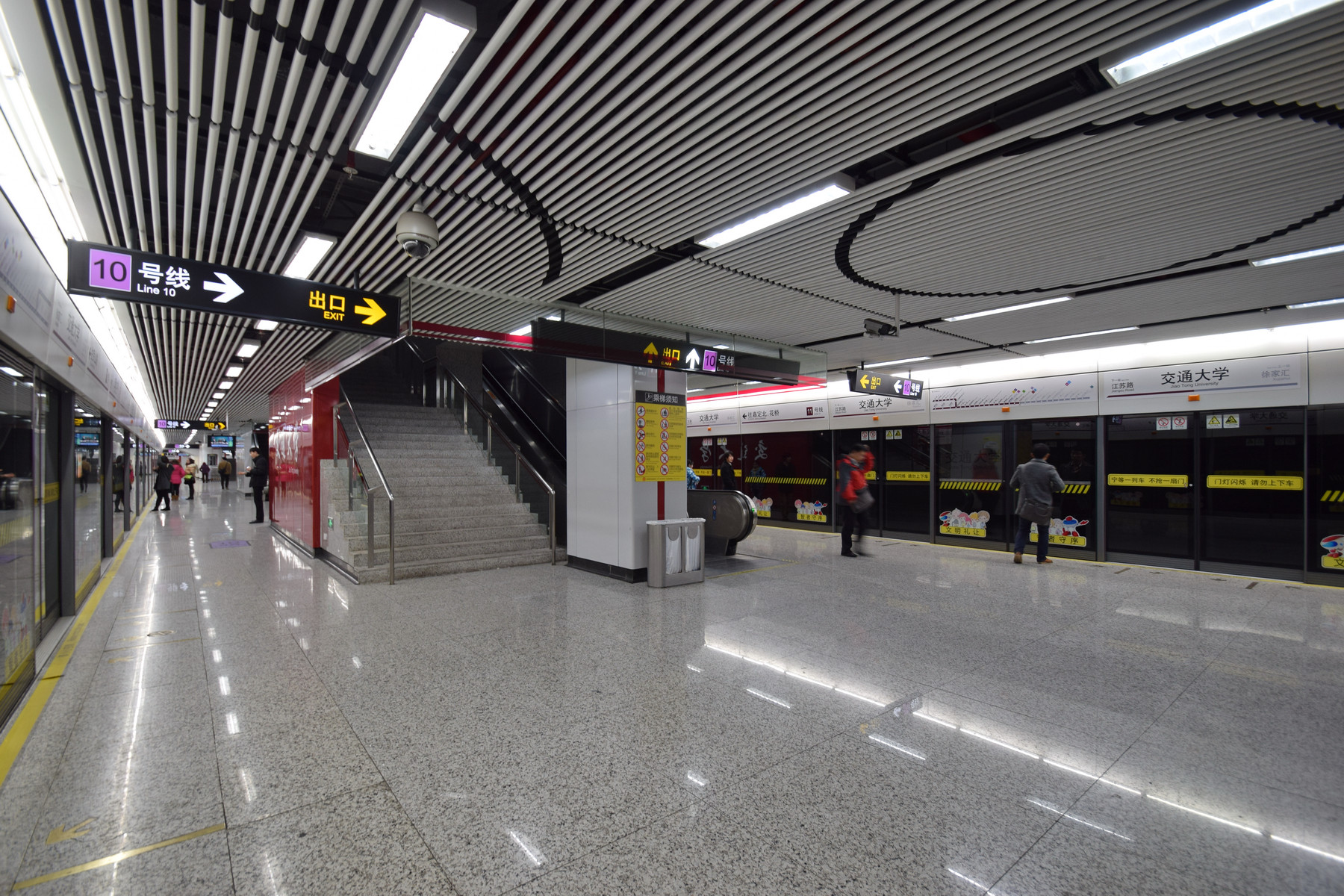
11号線ホーム
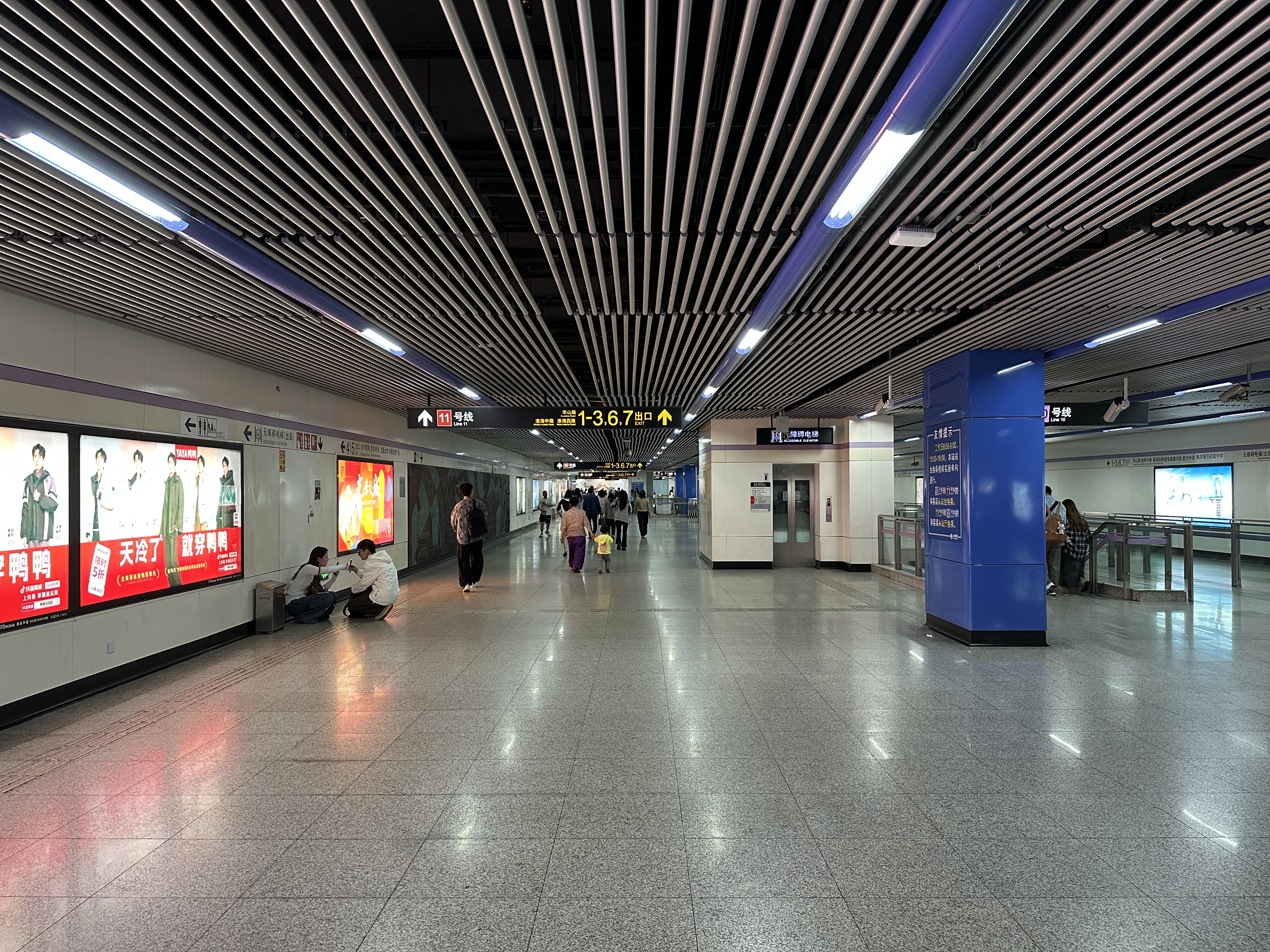
10号線コンコース
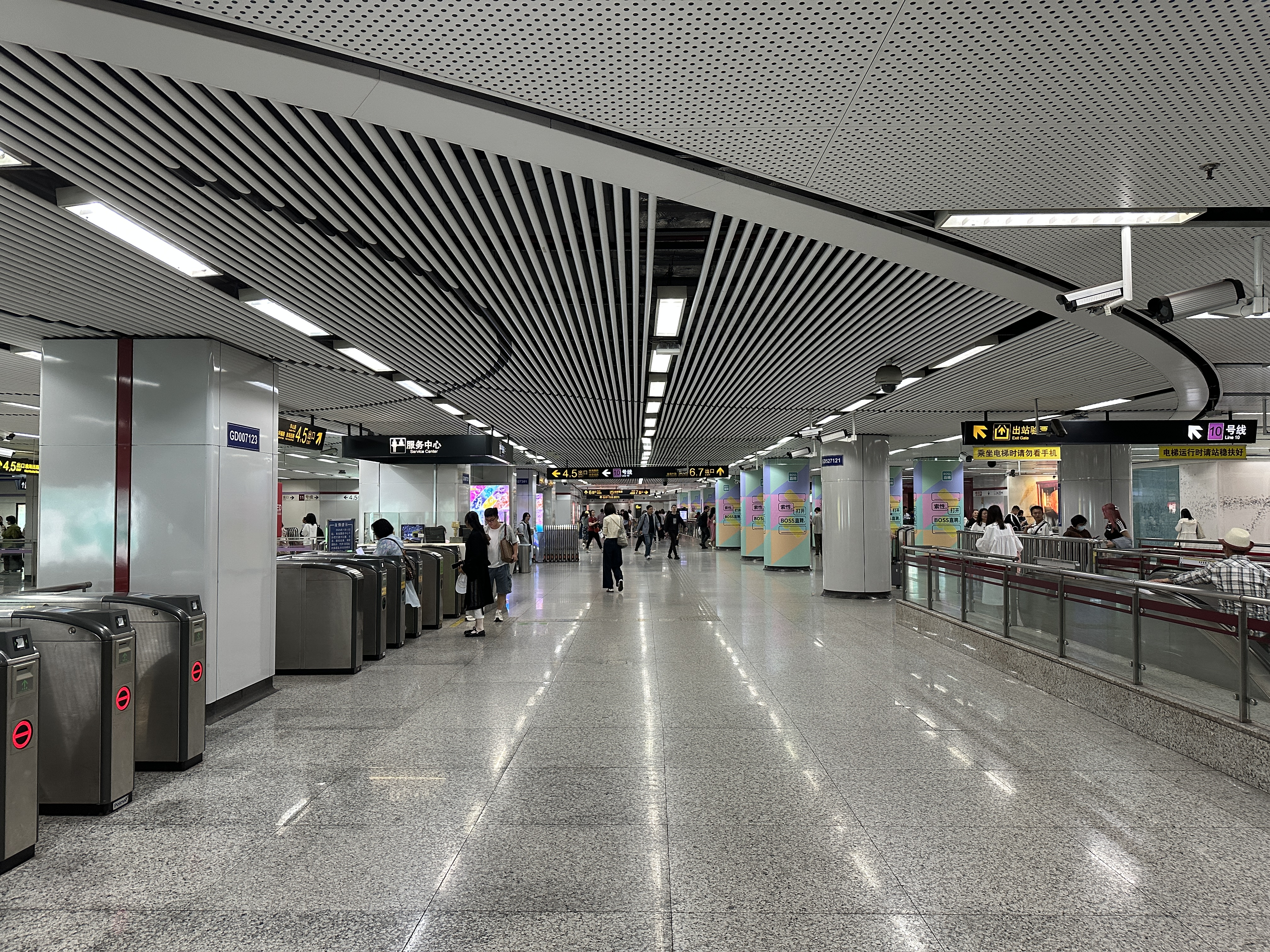
11号線コンコース

## 駅周辺
- 上海交通大学
- 上海美知中国語学校

## 隣の駅
上海軌道交通
■ 10号線
虹橋路駅 - 交通大学駅 - 上海図書館駅
■ 11号線
江蘇路駅 - 交通大学駅 - 徐家匯駅